# Jeb Bishop

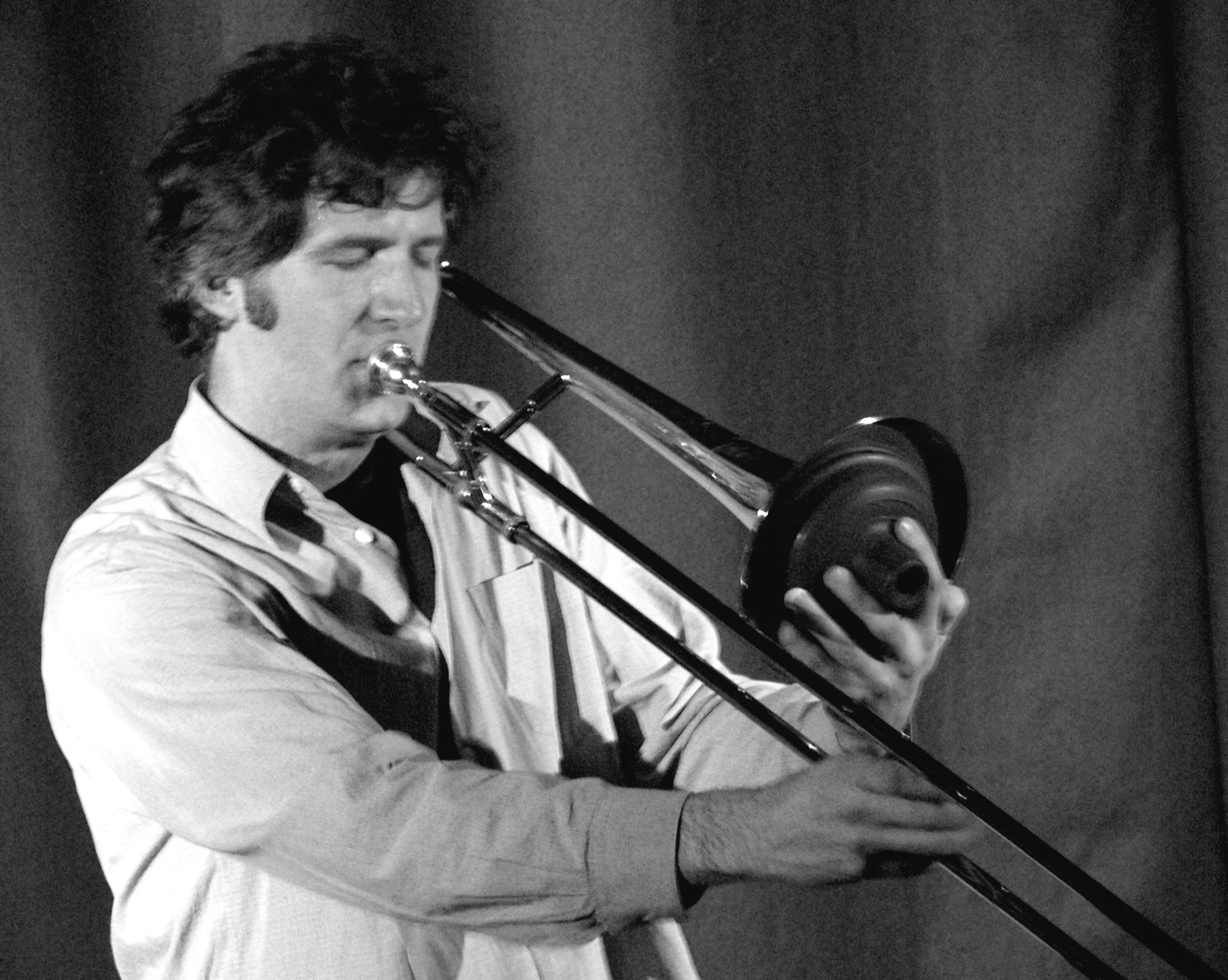
Jeb Bishop (Foto: Seth Tisue)

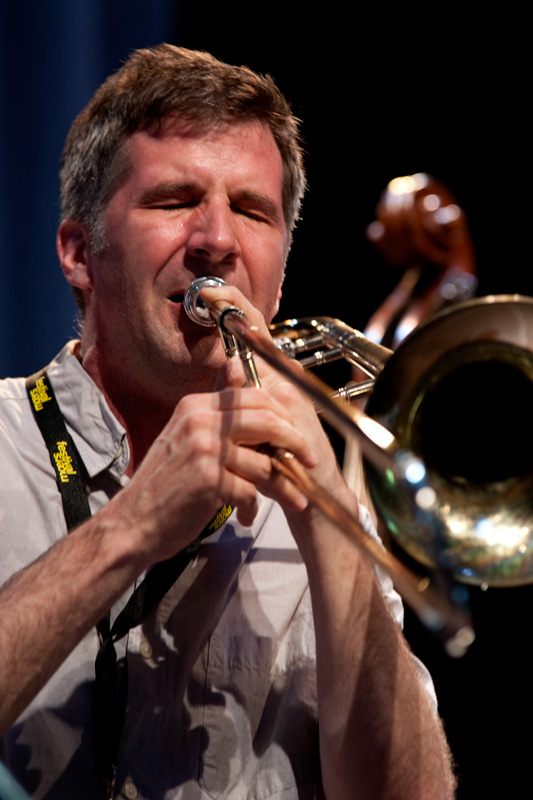
Jeb Bishop, mœrs festival 2010

Jeb Bishop (* 1962 in Raleigh (North Carolina)) ist ein US-amerikanischer Posaunist sowie Bass- und Elektrogitarrist im Bereich des Creative Jazz und der Neuen Improvisationsmusik.

## Leben und Wirken
Bishop wuchs in Raleigh (North Carolina) auf und studierte klassisches Posaunenspiel an der Northwestern University, dann Ingenieurwissenschaft und Philosophie an der North Carolina State University. Anschließend setzte er das Philosophie-Studium an der University of North Carolina at Chapel Hill, der University of Arizona, der Loyola University und in Belgien an der Katholieke Universiteit Leuven fort.
In den 1980 spielte er als Bass- und Elektrogitarrist in Rockbands in seiner Heimatstadt. In den 1990er Jahren zog er nach Chicago, wandte sich dem Jazz zu und spielte Bassgitarre in der Noisejazz-Band The Flying Luttenbachers und in einer Avantgarde-Formation, die von Ken Vandermark geleitet wurde, The Unheard Music Quartet. Mitte der 1990er Jahre trat er sowohl als Posaunist als auch als Elektrogitarrist mit der Vandermark Five auf. Daneben war er Mitglied einer weiteren Gruppe von Vandermark, der Formation School Days. Außerdem wirkte er als Sessionsmusiker an Aufnahmen der Chicagoer Post-Rock-Szene mit, wie Stereolab, Jim O’Rourke, Gastr del Sol oder The Sea and Cake. 
Um das Jahr 2000 konzentrierte er sich bedingt durch einen Tinnitus ausschließlich auf das Posaunenspiel und gründete ein eigenes Trio, dem der Bassist Kent Kessler und der Schlagzeuger Tim Mulvenna angehörten. Das Trio spielte zwei Alben für Okka Disk ein, für die er fast das gesamte Material komponierte. Das zweite Album Aftermmons entstand mit dem Gast-Gitarristen Jeff Parker.
Bishop arbeitete außerdem mit Daniele D’Agaro (Chicago Overtones; 2004), in Peter Brötzmanns Chicago Tentet (Signs, 2004), Joe McPhee und Sebi Tramontana, Tony Bevan und John Edwards. In Chicago spielt er außerdem regelmäßig mit Fred Lonberg-Holm, Michael Zerang, Josh Abrams und Hamid Drake sowie mit Harris Eisenstadt. Jorrit Dijkstra (Pillow Circles, Multa, PorchBone) und seit 2006 als Mitglied des Globe Unity Orchestra. Mit Jeff Albert ist er Co-Leader der Lucky 7's (Junkyard Pluto).

## Diskographische Hinweise
Alben unter eigenem Namen
- Jeb Bishop Trio (Okkadisc, 1999)
- Aftermoons (Okkadisc, 2001)
- Old Shoulders (Relay, 2012), mit Tim Daisy
- Re-Collect (2019), mit Russ Johnson, Frank Rosaly, Jason Roebke
- Jeb Bishop Centrifugal Trio (2020), mit Antonio Borghini, Michael Griener

Alben als Sideman oder Partnerin kollaborativen Projekten
- Wadada Leo Smith/Jeb Bishop/Fred Lonberg-Holm/Hamid Drake: 98 Duets (Wobbly Rail, 1998)
- Peter Brötzmann: The Chicago Octet/Tentet (OKkadisk, 1997)
- John Butcher: Music on Seven Occasions (Meniscus, 1996–98)
- Joe McPhee/Jeb Bishop: The Brass City (Okkadisc, 1997)
- Ken Vandermark: Target or Flag (Atavistic, 1997)
- Ken Vandermark: Burn the Incline (Atavistic, 1999)
- Peter Brötzmann Chicago Tentet: Short Visit to Nowhere (2002)
- School Days: In Our Times (2002)
- Peter Brötzmann's Chicago Tentet: Be Music, Night (2005)
- Peter Brötzmann Chicago Tentet +1: 3 Nights in Oslo (2010)
- Rodrigo Amado Motion Trio + Jeb Bishop: The Flame Alphabet (2012)
- Jason Roebke: Cinema Spiral (NoBusiness, 2016)
- Harris Eisenstadt: Recent Developments (Songlines, 2017)
- Jeb Bishop, Matthias Müller, Matthias Muche: Konzert für Hannes (NotTwo Records, 2017)
- Jeb Bishop / Alex Ward / Weasel Walter: Flayed (Ugexplode Records, 2019)
- Harris Eisenstadt: Old Growth Forest II (2020)
- Jorrit Dijkstra, Jeb Bishop, Pandelis Karayorgis, Nate McBride: Cutout (2020)
- JaJeWeDa: Pioneer Works Vol. 1 (2019), mit Jaap Blonk, Weasel Walter, Damon Smith
- Sean C. Fennessy. Ken Bishop, Damon Smith: Cerberus: Bark / Bite (2022)
- Jeb Bishop, Pandelis Karayorgis, Damon Smith: Duals (2023)
- Joe Morris, Jeb Bishop, Nathan McBride: Tells or Terrier (2023)
- Chicago Edge Ensemble: The Individualists (2023)